# Caesar Salad

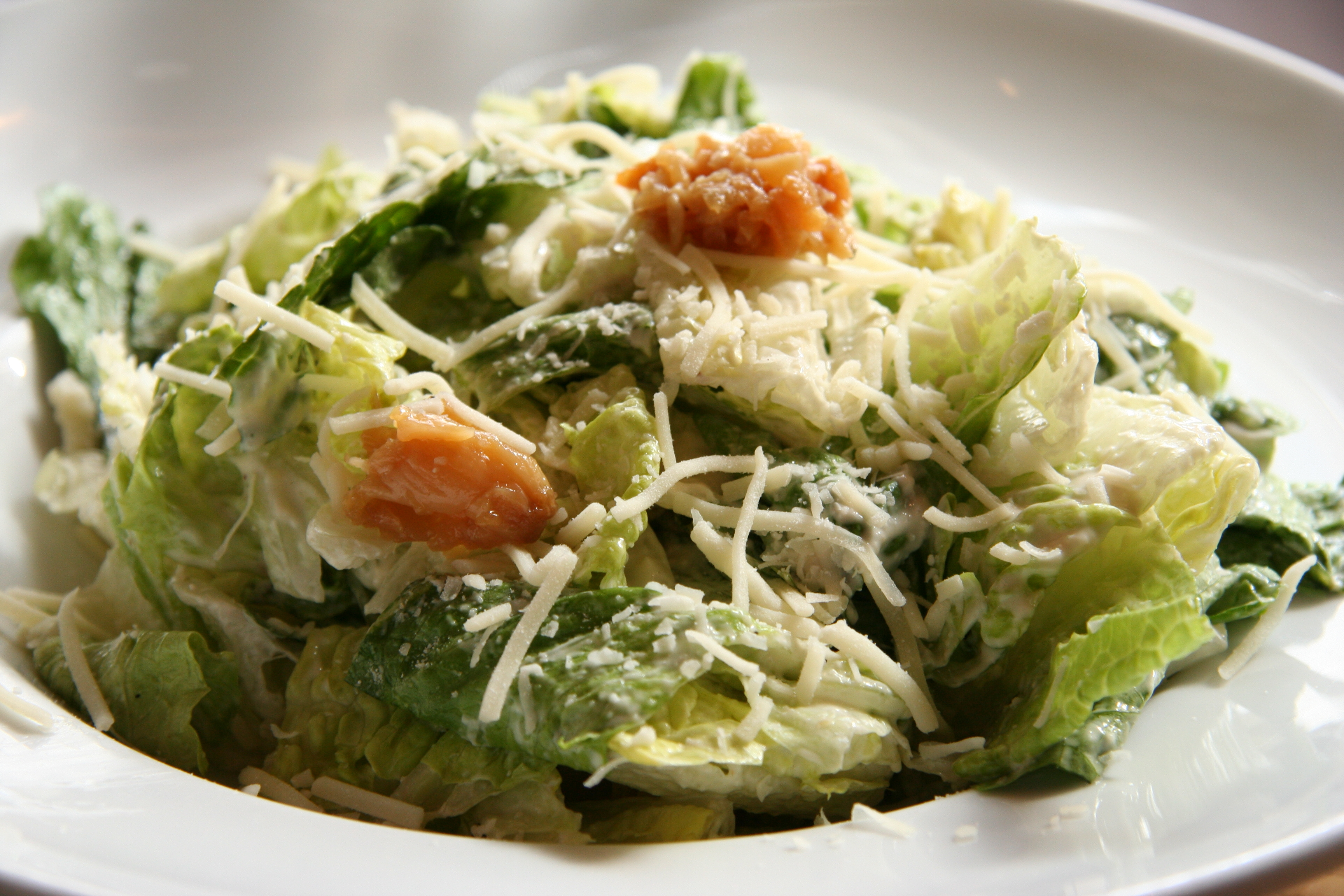
Caesar Salad

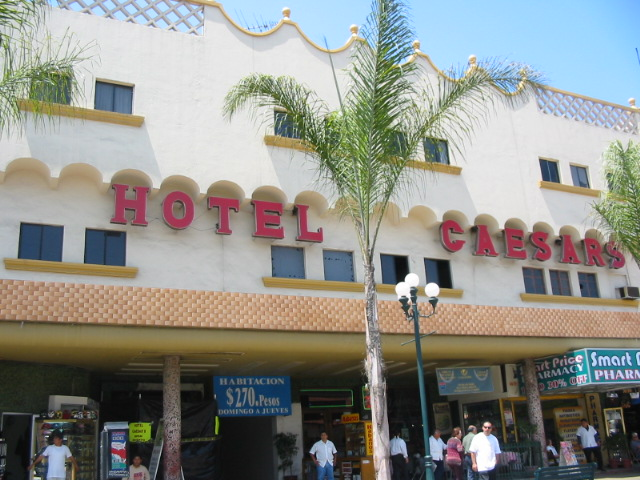
Hotel Caesar’s, Tijuana

Caesar Salad ist ein international bekannter Salat, der dem Italo-Amerikaner Cesare Cardini zugeschrieben wird. Die Hauptzutat ist Römersalat, der mit einem speziellen Dressing sowie Croûtons und Parmesan serviert wird.

## Geschichte
Die umstrittene Legende der Erfindung: Cesare Cardini (1896–1956) betrieb zunächst das Restaurant Caesar’s Place im mexikanischen Tijuana. Die an der Grenze zu den USA liegende Stadt wurde zur Zeit der Prohibition besonders von US-Amerikanern frequentiert, da der Alkoholausschank in Mexiko legal war. Nach Angaben von Cardinis Tochter Rosa gab es am 4. Juli 1924, dem amerikanischen Nationalfeiertag, einen Ansturm auf das Lokal, dem die Küche kaum gewachsen war. Der Chef beschloss, auf Basis des noch ausreichend vorhandenen Salats ein neues Gericht anzubieten, den Caesar Salad.
Cardini siedelte 1930 in sein in der Nähe neu erbautes Hotel Caesar’s über, das sich zu einem beliebten Treffpunkt von Hollywoodstars wie Clark Gable, Jean Harlow und W. C. Fields entwickelte. Das an der Hauptstraße Tijuanas gelegene und in den 1990er Jahren heruntergekommene Hotel wurde um das Jahr 2000 renoviert und serviert heute in Konkurrenz zum benachbarten Caesar’s Sports Bar and Grill wieder einen „original“ Caesar Salad. Andere, meist Cardinis Mitarbeiter, machten ihm erfolglos den Ruhm für die Kreation streitig. So versuchte sein Bruder Alex, den Caesar Salad unter dem Namen Aviator’s Salad als eigene Kreation zu etablieren.

## Zutaten und Zubereitung
Für das Dressing wird Eigelb mit Olivenöl, Zitronensaft, Worcestershiresauce, Salz, Pfeffer und manchmal Dijonsenf wie bei einer Mayonnaise zu einer Emulsion aufgeschlagen. Die Blätter des Römersalats werden mit dem Dressing vermischt und mit den in Knoblauchöl gerösteten Croûtons sowie Parmesanspänen bestreut. Je nach Rezept kann ein Caesar Salad mit Sardellenfilets, Avocado, Tomaten, Garnelen, gebratener Geflügelbrust, Frühstücksspeck usw. ergänzt werden.